# 曲轴海金沙
曲轴海金沙（学名：Lygodium flexuosum）为海金沙科海金沙属下的一个种。